# Mesti (commune)
Pour les articles homonymes, voir Mesti.
 (décembre 2015).
Mesti est une commune rurale Chleuh de la province de Sidi Ifni, dans la région de Guelmim-Oued Noun, au Maroc.
Après avoir fait partie de la province de Tiznit, elle a été intégrée à la province de Sidi Ifni en 2009, lorsque celle-ci a été créée.
La commune rurale de Mesti est située au sein du caïdat de Mesti, lui-même situé au sein du cercle d'Ifni.